# Llista d'unitats de massa de Babilònia
Aquesta és una llista de les unitats de pes emprades a l'antiga Babilònia.

## Karsa
Karsa era una unitat de pes babilònia equivalent a 83,33 grams i dividida en 10 sicles.

## Manu
Manu (mina) era una unitat de pes de Babilònia de mig quilo (499,80 grams), que estava dividia en sis karsa i seixanta sicles.

## Sicle
El sicle (de l'hebreu שקל, sheqel, a través del llatí siclus) era una antiga unitat per mesurar els pesos usada a l'Orient Mitjà (Palestina) i a Mesopotàmia (Assíria i Babilònia), que corresponia al dàric persa.

## Zuzu
Zuzu (paraula que vol dir divisió) era la meitat d'un sicle, unitat de pes assíria i babilònia. Un zuzu equivalia a 4,17 grams.